# Stockton (Kansas)
Stockton település az Amerikai Egyesült Államok Kansas államában, Rooks megyében, melynek megyeszékhelye is. Lakosainak száma 1480 fő (2020. április 1.).

## Népesség
A település népességének változása:

| 2010 | 1 329 |
| 2020 | 1 480 |